# Basilique Santa Maria del Colle
La basilique Santa Maria del Colle est située à Pescocostanzo, dans les Abruzzes. Elle a été édifiée dans la seconde moitié du XVe siècle.

## Galerie photographique

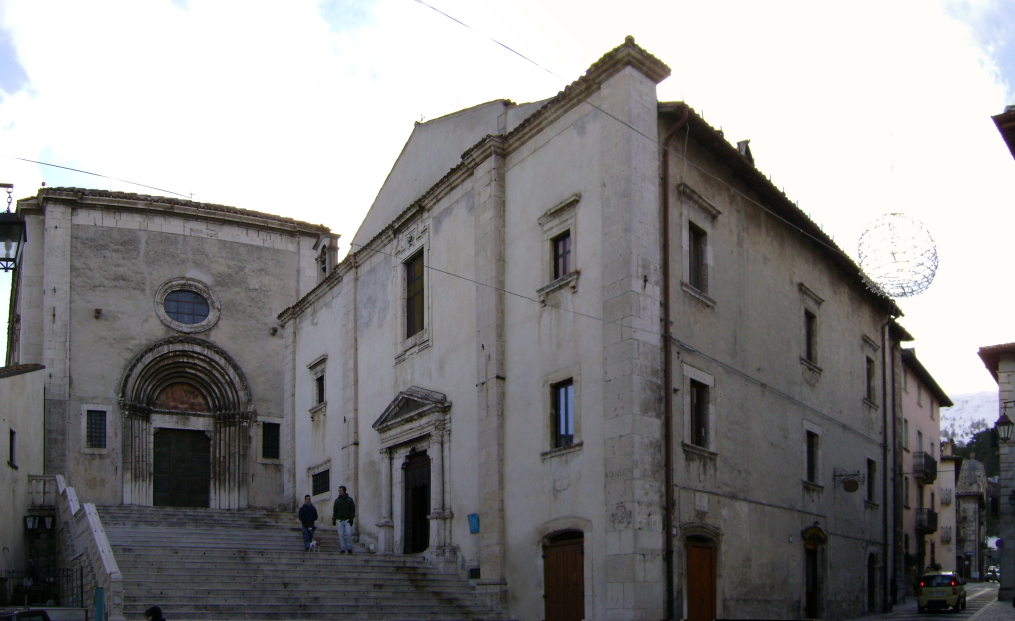
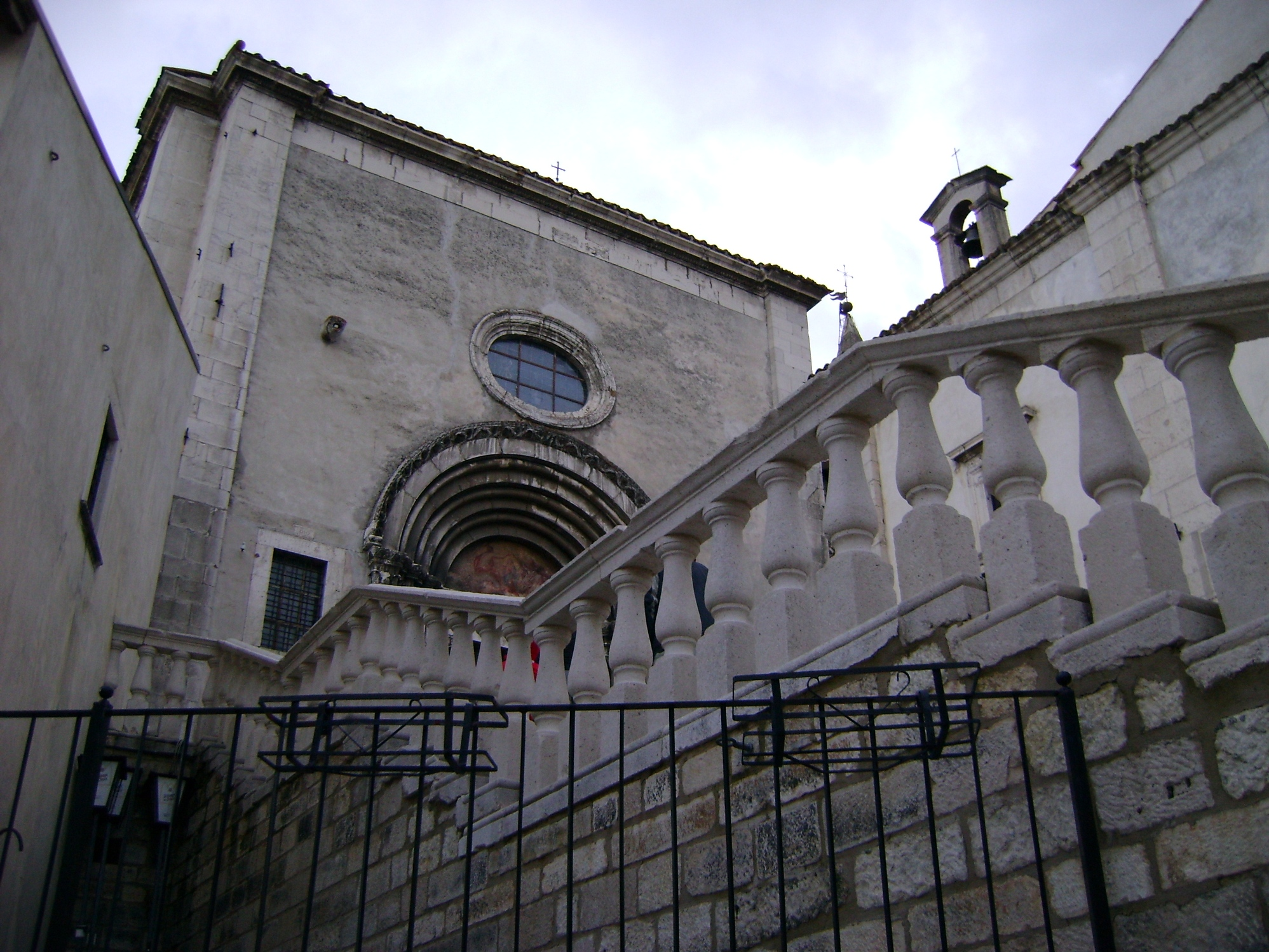
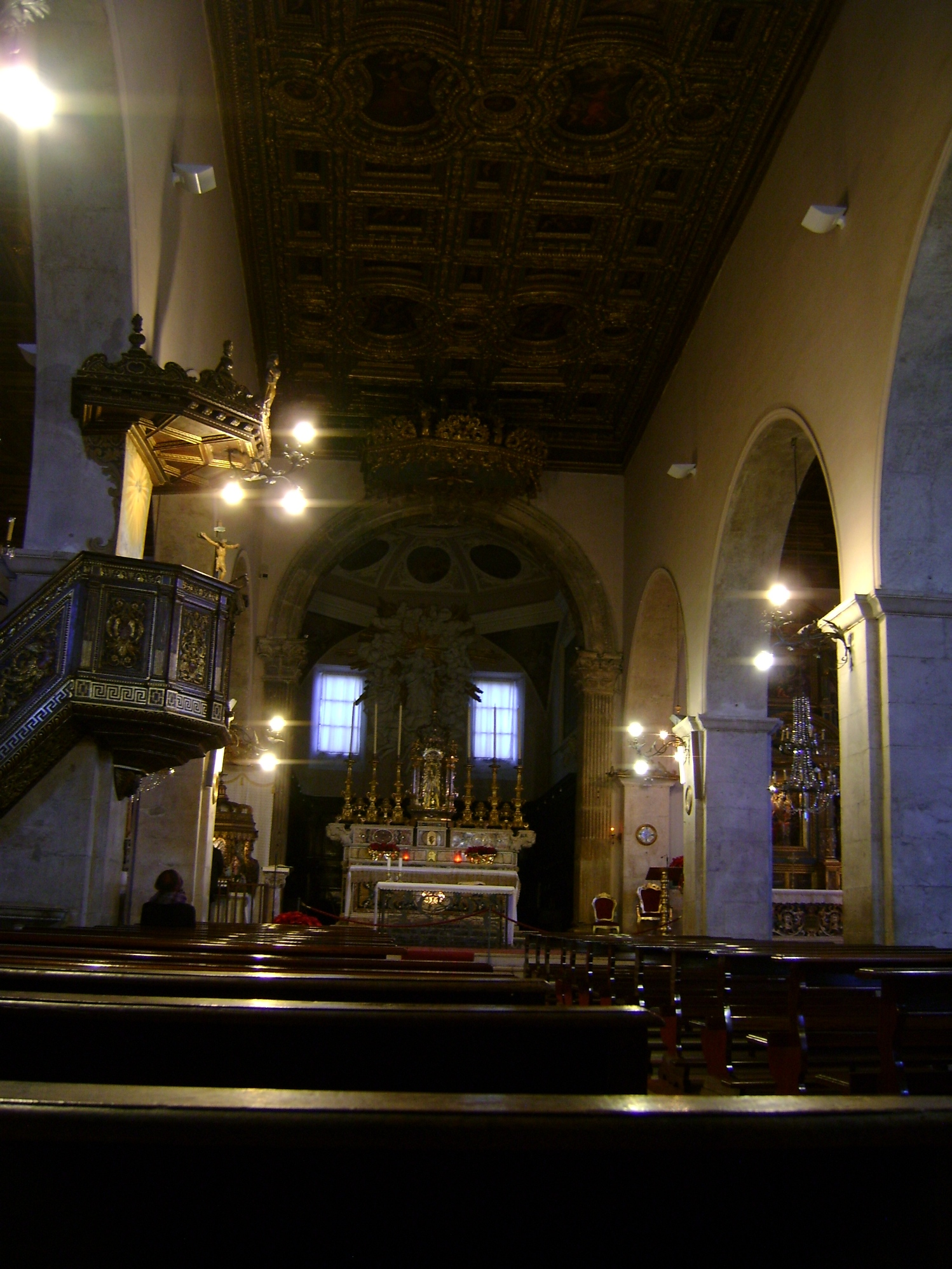
La nef centrale.